# 世界ラジオスポーツチーム選手権

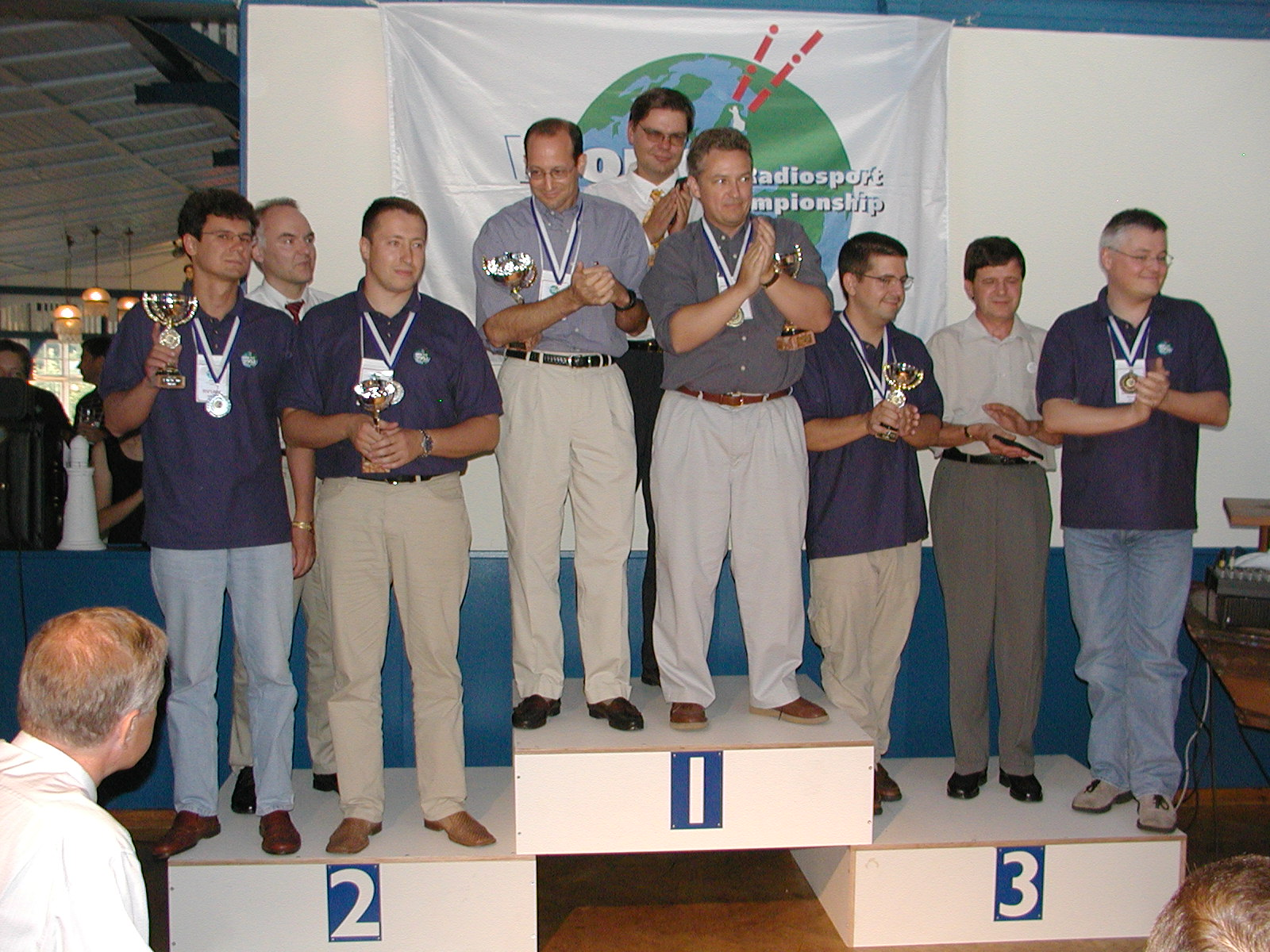
WRTC2002表彰式

世界ラジオスポーツチーム選手権(World Radiosport Team Championship, WRTC)は、アマチュア無線のコンテストに関する競技会である。招待を受けた世界中の有力競技者が世界の一箇所に集い、使用するアンテナや設備、コールサインなどなるべく同じ条件下でコンテストに参加することで、純粋なコンテストオペレートスキルを競う。
いずれのWRTCも、国際的に認められた競技者からなる常任委員会と、開催地のホスト組織、ボランティア、有志の寄付などにより運営され、原則として4年に一度開催される。

## 歴史
CQ World Wide DX Contest や IARU HF Championshipといった全世界を対象とした著名なコンテストは存在したが、一般にコンテストの結果は使用するアンテナや無線局の所在地に大きく影響されるため、競技者の腕を比べるという意味では問題があった。そこで、80年代末よりDanny Eskenazi(K7SS)等の発案により、コンテスト競技者が一地域に集い、純粋にコンテストオペレーティングスキルを競い合う大会が準備された。折りしも、テッド・ターナーのグッドウィルゲームズが開催されることもあり、WRTCはその文化交流事業の後援を受け、1990年7月、シアトルで初のWRTCが開催された。

## ルール

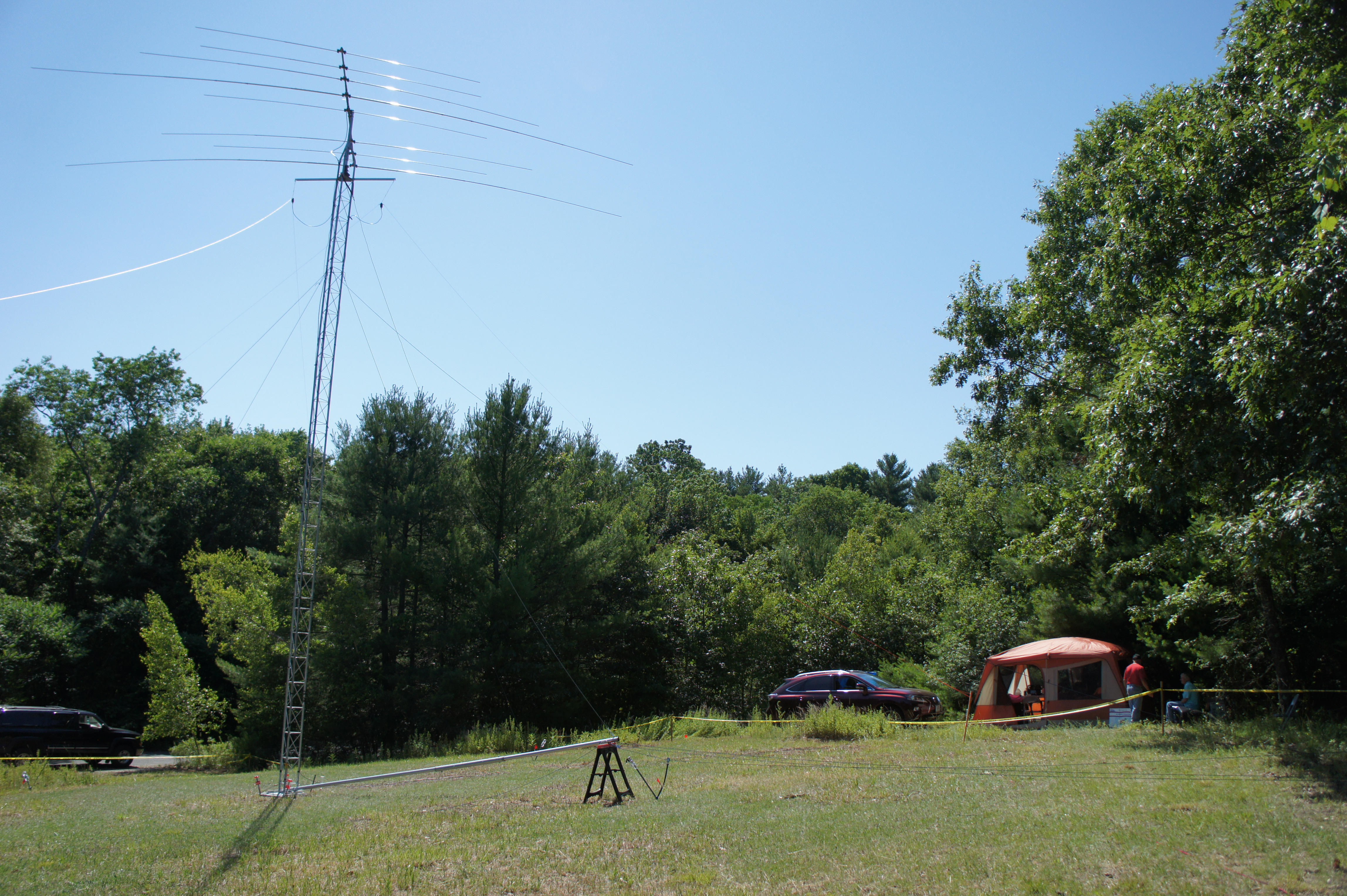
WRTC2014のアンテナタワーとテント

各チームごと二人ずつの参加者で、7月第二週の週末に行われる IARU HF Championship に参加し、24時間に得られる得点を競う。無線局、レフリー、コールサインは、事前にくじ引きを行い、割り当てられたものを使用する。各チームは、無線機、ヘッドホン、マイク、キーボード、ロギングソフトウェアを用意することが認められるが、アンテナ、テント、発電機は事前にボランティアが用意したものを用いる。ルールに従った運用がなされているかは、各テントごとに配置されたレフリーがチェックする。

## 記録

### WRTC 1990
- 開催地： アメリカ ワシントン州 シアトル[4]
- 開催日： 1990年7月[4]
- 優勝： John Dorr(K1AR) / Doug Grant(K1DG)  アメリカ合衆国[4]
- 準優勝：  Mike Wetzel(W9RE) / Chip Margelli(K7JA)  アメリカ合衆国[4]
- 第三位：  Jeff Steinman(KRØY) / Bob Shohet(KQ2M)  アメリカ合衆国[4]
- 22チームが参加[4]
  - 当時は冷戦下で、初めて西側諸国を訪れた参加者もいた[独自研究?]。
- 無線局は、シアトルの既存のアマチュア無線局を利用したため、ロケーションやコールサインが完全に平等であったとはいえない[4]。
- 本大会でのコンテストはWRTCのために実施された[4]。

### WRTC 1996
- 開催地： アメリカ カルフォルニア州 サンフランシスコ[5]
- 開催日： 1996年7月9日～15日[6]
- 優勝： Jeff Steinman(KRØY) / Dan Street(K1TO)  アメリカ合衆国[5]
- 準優勝： John Laney III(K4BAI) / Bill Fisher(KM9P)  アメリカ合衆国[5]
- 第三位： Dave Hachadorian(K6LL) / Steve London(N2IC)  アメリカ合衆国[5]
- 24カ国から52チームが参加[5]
- 本大会よりIARU HF Championshipに併せて開催した。
- 大会専用にW6A～W6ZおよびK6A～K6Zまでの特別コールサインの発給を受け参加チームにランダムに割り当てたことで、IARU HF Championshipに参加している他の無線局が仲間を認識できないようになったほか、 コールサインによるアドバンテージをなくしたことで、より平等な競技を実施した[5]。

### WRTC 2000
- 開催地： スロベニア ブレッド[7]
- 開催日： 2000年7月[7]
- 優勝： Jeff Steinman(N5TJ / KRØY) / Dan Street(K1TO)  アメリカ合衆国[7]
- 準優勝： Igor Booklan(RA3AUU) / Andrei Karpov(RV1AW)  ロシア[7]
- 第三位： Doug Grant(K1DG) / John Dorr(K1AR)  アメリカ合衆国[7]
- 25カ国から53チームが参加[7]
- はじめて同一のアンテナが用意された。

### WRTC 2002
- 開催地： フィンランド ウーシマー県 ヘルシンキ[8]
- 開催日： 2002年7月9日～16日[9]
- 優勝： Jeff Steinman(N5TJ) / Dan Street(K1TO)  アメリカ合衆国[8]
- 準優勝： Igor Booklan(RA3AUU) / Andrei Karpov(RV1AW)  ロシア[8]
- 第三位： Frank Grossmann(DL2CC) / Bernd Och(DL6FBL)  ドイツ[8]
- 28カ国から52チームが参加[8]
- 非公式アンセムが作られた[10]。

### WRTC 2006
- 開催地： ブラジル サンタカタリーナ州 フロリアノーポリス[11]
- 開催日： 2006年7月
- 優勝： John Sluymer(VE3EJ) / James Roberts(VE7ZO)  カナダ
- 準優勝： Dan Craig(N6MJ) / Dave Mueller(N2NL)  アメリカ合衆国
- 第三位： Doug Grant(K1DG) / Andy Blank(N2NT)  アメリカ合衆国
- 46チームが参加[11]
- はじめてポイント制の予選を導入した。

### WRTC 2010
- 開催地： ロシア モスクワ州[12]
- 開催日： 2010年7月8日～12日[13]
- 優勝： Vladimir Aksenov(RW1AC) / Alexey Mikhailov(RA1AIP)  ロシア[12]
- 準優勝： Tõnno Vähk(ES5TV) / Toivo Hallikivi(ES2RR)  エストニア[12]
- 第三位： Dan Craig(N6MJ) / Chris Hurlbut(KL9A)  アメリカ合衆国[12]
- 24カ国から48チームが参加[12]
- はじめてフィールドデー・スタイルが導入された[12]。

### WRTC 2014
- 開催地： アメリカ ニューイングランド[14]
- 開催日： 2014年7月8日～14日[14]
- 優勝： Daniel Craig(N6MJ) / Chris Hurlbut(KL9A)  アメリカ合衆国 [15]
- 準優勝： Rastislav Hrnko(OM3BH) / Jozef Lang(OM3GI)  スロバキア[15]
- 第三位： Manfred Wolf(DJ5MW) / Stefan von Baltz(DL1IAO)  ドイツ[15]
- 38カ国から59チームが参加[14]
- 期間中に全59チームと交信した全世界の388局には Activity表彰が送られた[16]

### WRTC 2018
- 開催地： ドイツ ザクセン＝アンハルト州 ルターシュタット・ヴィッテンベルク[17]
- 開催日： 2018年7月12日～16日[17]
- 優勝： Gedas Lucinskas(LY9A) / Mindis Jukna(LY4L)  リトアニア [18]
- 準優勝： Manfred Wolf(DJ5MW) / Stefan von Baltz(DL1IAO)  ドイツ[18]
- 第三位： Daniel Craig(N6MJ) / Chris Hurlbut(KL9A)  アメリカ合衆国[18]
- 32カ国から63チームが参加[17]

### WRTC 2022
- 開催地： イタリア エミリア＝ロマーニャ州 ボローニャ
- 開催日： 2023年7月（予定）[注釈 1][19]